# Гаврило Аксак
Гаврило Стефанович Аксак гербу Аксак (пом. 1655) — шляхтич, військовик Республіки Обох Націй (Речі Посполитої). Представник роду Аксаків.

## Життєпис
Батько — остерський і бобровицький (бобрівницький) староста Стефан Аксак, мати — перша дружина батька Софія Йосипівна Лозчанка (Лущанка, Ложчанка), дочка мозирського маршалка, небога фундаторки Київських братських школи та монастиря Галшки Гулевич.
25 липня 1648 року «як молодий пахолок з 300-ми своїх коней» під командуванням князя Вишневецького брав участь у битві під Костянтиновом. 17 листопада 1649 року як посол на виборний сейм голосував із послами від Київського воєводства за кандидатуру Яна ІІ. Разом із братом Іваном, що теж воював проти «хмельничан», потрапив в облогу у Збаражі.
Його і брата Івана своїм заповітом скривдила мачуха Катерина з Чолганських. Це спричинило їхній збройний напад на деякі батькові маєтності. У відповідь Стефан Аксак позбавив синів із першого шлюбу спадщини. 1651 року тривав судовий процес братів із Катериною з Чолганських.
Загинув 1655 року в сутичках із козаками Хмельницького.